# Antonio Maurizio Schillaci
Antonio Maurizio Schillaci (Palermo, 1º febbraio 1962) è un ex calciatore italiano, di ruolo attaccante.

## Carriera
Cugino di Salvatore, esordisce con la maglia del Palermo a 17 anni. Nel 1983 si trasferisce al Licata, voluto dall'allenatore Zdeněk Zeman, dove disputa una stagione in Serie C2 ed una in Serie C1, diventando una delle colonne della formazione siciliana.
Nel 1986 passa alla Lazio, dove non ha modo di mettersi in luce anche a causa di problemi al tendine. Seguono le esperienze con il Messina e la Juve Stabia.
In carriera ha totalizzato complessivamente 37 presenze e 4 reti in Serie B.

## Vita privata
Durante l'ultima fase della sua carriera, Schillaci ha iniziato ad avere problemi di droga, facendo uso di cocaina ed eroina. Successivamente, ha vissuto da senzatetto a Palermo, dormendo in strada o in una Fiat Panda.
Nel 2022, pur continuando a vivere in condizioni di indigenza, ha trovato un alloggio stabile grazie a un conoscente che gli ha concesso l'uso di un piccolo appartamento a fronte di un affitto simbolico.
Negli ultimi anni, le sue condizioni di salute sono peggiorate a causa di uno stato di denutrizione importante. Maurizio è stato aiutato da volontari che lo hanno sostenuto con cibo e cure mediche.

## Cinema
Il 1º dicembre del 2014 esce il film Fuorigioco, scritto e diretto da Davide Vigore e Domenico Rizzo. Il film - che racconta la vita di Maurizio Schillaci, dal successo calcistico, alla completa solitudine - è stato prodotto dal Centro sperimentale di cinematografia.

## Palmarès

### Club

#### Competizioni nazionali
- Serie C2: 1

Licata: 1984-1985